# كازوتومي ياماموتو
كازوتومي ياماموتو (山本和臣 ياماموتو كازوتومي) هو مؤدي أصوات ومطرب ياباني ولد في 3 يناير 1988م في محافظة هيوغو.

## أدواره في الأنمي

### مسلسلات أنمي تلفزيونية
- غوغوري! كوكوري-سان - ياماموتو-كون
- نادي ثانوية الوسيمين للدفاع عن الأرض LOVE! - يوموتو هاكوني
- نادي ثانوية الوسيمين للدفاع عن الأرض LOVE!LOVE! - يوموتو هاكوني
- هايكيو!! - موري
- أناذر - موتشيزوكي
- يوريكوما أراشي - لايف بيوتي
- تشايكا أميرة التابوت - ليونارد ستولر
- تشايكا أميرة التابوت AVENGING BATTLE - ليونارد ستولر
- بلاد لاد - ميميك يوشيدا
- الخطايا السبع المميتة - غيلثندر (أيام الطفولة)
- يونا فتاة الفجر - مين-سو
- أمير عالم العفاريت ديفلز آند رياليست - أمون
- لاف ستيج!! - كوسكي سوتومورا
- دي جرايمان HALLOW - كيريدوري
- توكين رانبو: هانامارو - ميداري توشيرو
- حياتي العادية - تسويوشي ناكانوجي
- آي تشو آيدول في دور موموسوكي أويكاوا. [1]
- كورو-غيارو ني ناتا كارا كارا شينيو إلى شيتي ميتا، شيون شيهارا. [2]

### أفلام أنمي
- قرصان الفضاء كابتن هارلوك (فيلم 2013) - ياما (أيام الطفولة)

## أدواره في ألعاب الفيديو
- نادي ثانوية الوسيمين للدفاع عن الأرض LOVE!GAME! - يوموتو هاكوني

## ديسكوغرافيا

### ألبومات
- White

### أغاني منفردة
- CLICK YOUR HEART!! (شارة النهاية لمسلسل أنمي لاف ستيج!!)
- ソレーユ・モア (شارة النهاية لمسلسل أنمي تراياج X)

## وصلات خارجية
- كازوتومي ياماموتو على موقع IMDb (الإنجليزية)
- كازوتومي ياماموتو على موقع ميوزك برينز (الإنجليزية)
- كازوتومي ياماموتو على موقع ديسكوغز (الإنجليزية)
- كازوتومي ياماموتو على موقع قاعدة بيانات الفيلم (الإنجليزية)